# Composition de l'armée d'Afrique pour l'expédition de 1830
Pour des articles plus généraux, voir Armée d'Afrique, Conquête de l'Algérie par la France, Prise d'Alger et Régiments ayant participé à la conquête de l'Algérie par la France.
Ce qui suit est la composition de l'armée d'Afrique pour l'expédition de 1830 qui marque le début de la conquête de l'Algérie par la France.

## Forces françaises
- Commandant en chef : Général comte de Bourmont.
- Chef d'état major général : Général Desprez

La flotte appareille à Toulon le 25 mai 1830 avec 453 navires, 83 pièces de siège, 27 000 marins et 37 000 soldats.
Le 20 février 1830, le ministre de la guerre décide que les bataillons destinés à l'expédition d'Alger seraient portés à 840 hommes par le rappel des hommes en congé d'un an. Les régiments légers désignés fourniraient leur 1er bataillon et les régiments de ligne leurs 1er et 2e.

### Armée terrestre
L'ensemble des forces terrestre est forte de 37 507 hommes (1 876 officiers, 35 631 hommes et 4 512 chevaux).
- Chaque brigade d'infanterie était de 3 428 hommes.
- Chaque division de 10 284 hommes

Soit un total de 30 852 hommes et 326 chevaux (1 080 officiers et 29 772 hommes)

#### 1redivision
La première division est sous le commandement du général baron Berthezène
- 1re brigade sous les ordres du maréchal de camp Poret de Morvan
  - 2e régiment d'infanterie légère sous les ordres du colonel Edwin Bonaventure Frescheville[2]
  - 4e régiment d'infanterie légère sous les ordres du colonel Edwin Bonaventure Frescheville
  - 3e régiment d'infanterie de ligne sous les ordres du colonel C. Roussel
- 2e brigade sous les ordres du maréchal de camp baron Achard
  - 14e régiment d'infanterie de ligne sous les ordres du colonel d'Armaillé
  - 37e régiment d'infanterie de ligne sous les ordres du colonel Feuchères
- 3e brigade sous les ordres du maréchal de camp baron Clouet[3]
  - 20e régiment d'infanterie de ligne sous les ordres du colonel Horric de la Motte[4]
  - 28e régiment d'infanterie de ligne sous les ordres du colonel Mounier

#### 2edivision
La 2e division est sous le commandement du général comte Loverdo
- 1re brigade sous les ordres du maréchal de camp comte de Damrémont
  - 6e régiment d'infanterie de ligne sous les ordres du colonel La Villegile
  - 49e régiment d'infanterie de ligne sous les ordres du colonel Magnan
- 2e brigade sous les ordres du maréchal de camp vicomte Monck d'Uzer[5],[6]
  - 15e régiment d'infanterie de ligne sous les ordres du colonel Mangin
  - 48e régiment d'infanterie de ligne sous les ordres du colonel Lérident
- 3e brigade sous les ordres du maréchal de camp Colomb d'Arcine[7],[8]
  - 21e régiment d'infanterie de ligne sous les ordres du colonel de Goutefrey
  - 29e régiment d'infanterie de ligne sous les ordres du colonel de Lachau

#### 3edivision
La 3e division est sous le commandement du général duc d'Escars
- 1re brigade sous les ordres du maréchal de camp vicomte de Berthier
  - 1er régiment d'infanterie légère sous les ordres du colonel de Neuchèze
  - 9e régiment d'infanterie légère sous les ordres du colonel de Neuchèze
  - 35e régiment d'infanterie de ligne sous les ordres du colonel Rulhières
- 2e brigade sous les ordres du maréchal de camp baron Hurel[9]
  - 17e régiment d'infanterie de ligne sous les ordres du colonel Duprat
  - 30e régiment d'infanterie de ligne sous les ordres du colonel Oché de Beaupré
- 3e brigade sous les ordres du maréchal de camp comte de Montlivault
  - 23e régiment d'infanterie de ligne sous les ordres du colonel de Montboissier
  - 34e régiment d'infanterie de ligne sous les ordres du colonel de Roucy

#### Génie
Le génie militaire est sous le commandement du maréchal de camp baron Valazé qui comprend 1 343 hommes et 182 chevaux :
- 2 compagnies de mineurs
- 5 compagnies de sapeurs
- 1/2 compagnie du train du génie

- 1er bataillon du 1er régiment du génie
  - Compagnie de mineurs
  - 1re compagnie de sapeurs
  - 2e compagnie de sapeurs
  - 3e compagnie de sapeurs
- 1er bataillon du 2e régiment du génie
  - 4e compagnie de sapeurs
  - 5e compagnie de sapeurs
- 1er bataillon du 3e régiment du génie
  - Compagnie de mineurs
  - 4e compagnie de sapeurs

#### Artillerie
L'artillerie est sous le commandement du maréchal de camp vicomte de La Hitte et elle est composée de 2 327 hommes et 1 309 chevaux :
- Batteries montées (16 officiers, 682 hommes et 658 chevaux)
- Batterie non montées, pour les sièges (40 officiers et 1 000 canniers)
- Pontonniers (4 officiers et 100 pontonniers)
- Ouvriers d'artillerie (59 ouvriers d'artillerie)
- Train d'artillerie (9 officiers, 413 hommes et 651 chevaux du train des parcs)

- 2e régiment d'artillerie
  - 4e batterie
  - 10e batterie
  - 11e batterie
- 3e régiment d'artillerie
  - 4e batterie
  - 10e batterie
  - 11e batterie
- 4e régiment d'artillerie
  - 10e batterie
  - 11e batterie
- 7e régiment d'artillerie
  - 4e batterie
  - 10e batterie
  - 11e batterie
- 9e régiment d'artillerie
  - 4e batterie
  - 10e batterie
  - 11e batterie
- Artillerie de marine
  - 1re batterie
  - 2e batterie
  - 3e batterie
  - 4e batterie

#### Cavalerie
La cavalerie est sous le commandement du colonel Boutems Dubarry et elle est composée de 534 hommes et 503 chevaux.
- Le régiment de chasseurs d'Afrique est composé de 5 escadrons pris dans les
- 13e régiment de chasseurs à cheval
- 17e régiment de chasseurs à cheval

#### Administration militaire
- Ouvriers d'administration (15 officiers, 813 ouvriers et 10 chevaux)
- Train des équipages militaires (26 officiers, 825 soldats et 1 330 chevaux)
- Poste et trésor (45 sous-officiers et conducteurs, 45 chevaux)

### Armée navale
L'armée navale était composée de 102 navires et 27 000 marins de toutes classes, officiers compris.

#### Vaisseaux de ligne
Il y avait 11 vaisseaux de ligne. Sont indiqués pour chaque vaisseau : son nom lors de son lancement avec, entre parenthèses, l'année de son lancement. Le lien dirige vers soit le nom du navire, soit la classe du navire et le nom du commandant du navire,,.
- Algésiras (1823) (en); commandant François Ponée[14]
- Breslau (1808) Classe Téméraire; commandant Louis-Charles Maillard de Liscourt
- Couronne (1824) (en) Classe Téméraire; commandant Comte de Rossi
- Duquesne (1813) Classe Téméraire; commandant Baroche
- Marengo (1810) (en) Classe Téméraire; commandant Duplessis Pascau
- Nestor (1810) Classe Téméraire; commandant La Treyte
- Provence (1763) (en)[15] vaisseau de 74 canons navire amiral; commandant Villaret de Joyeuse[16]
- Scipion (1813) Classe Téméraire; commandant Éméric
- Superbe (1814) Classe Téméraire; commandant Cuvillier
- Trident (1811) Classe Téméraire; commandant Caly
- Ville de Marseille (1812) Classe Téméraire; commandant Robert

#### Frégates
Il y avait 24 frégates,. Sont indiqués pour chaque frégate : son nom lors de son lancement avec, entre parenthèses, l'année de son lancement. Le lien dirige vers soit le nom du navire, soit la classe du navire et le nom du commandant du navire,,.
- Amphitrite (1823); commandant Serec
- Aréthuse (1812) (en) ; commandant Demoges
- Artémise (1828) (en) ; commandant Louis Aimé Cosmao-Dumanoir[18]
- Belle Gabrielle (1828); commandant Laurent de Choisy
- Bellone (1814) (en)[19]; commandant Gallois
- Circé (1811); commandant Rigaudit
- Cybèle; commandant De Robillard
- Didon (1828); commandant Villeneuve de Bargemont
- Duchesse de Berry (1816)[20]; commandant Kerdrain
- Guerrière (1821)[21]; commandant De Rabaudy
- Herminie; commandant Leblanc
- Iphigénie; commandant Christy-Pallière
- Jeanne-d'Arc (1820)[22]; commandant Lettré
- Marie-Thérèse (1823)[22]; commandant Billard
- Magicienne; commandant Bégué
- Médée (1811) (en); commandant Duplanty
- Melpomène (1828) (en); commandant La Marche
- Pallas (1827) (en)[23]; commandant Forsans
- Proserpine (1809); commandant De Reverseaux
- Surveillante (1825); commandant Trosel
- Syrène (1823)[22]; commandant Charmasson
- Thémis (1815)[24]; commandant Le Gouvan de Tromelin
- Thétis; commandant Le Moine
- Vénus (1823)[22]; commandant Bussel

#### Corvettes de guerre
Il y avait 7 corvettes de guerre. Sont indiqués pour chaque corvette : son nom lors de son lancement avec, entre parenthèses, l'année de son lancement. Le lien dirige vers soit le nom du navire, soit la classe du navire et le nom du commandant du navire,,.
- Bayonnaise; commandant Ferrin
- Cornélie; commandant Sary
- Créole (1829); commandant De Péronne
- Écho; commandant Graeb
- Orythie; commandant Suneau
- Perle; commandant Villeneau
- Victorieuse; commandant Guérin des Essarts

#### Bricks
Il y avait 26 bricks. Sont indiqués pour chaque brick : son nom lors de son lancement et le nom du commandant du navire,,.
- Alicrity; commandant Laisné
- Actéon; commandant Hamelin
- Aldonis; commandant Huguet
- Alerte; commandant De Nerciat
- Aventure; commandant D'Assigny
- Alsacienne; commandant Clery
- Badine; commandant Guindet
- Capricieuse; commandant Brindejonc
- Cicogne; commandant Barbier
- Comète; commandant Richard
- Cuirassier; commandant La Rouvraye
- Cygne; commandant Longer
- D'Assas; commandant Pujol
- Dragon; commandant Le Blanc
- Ducouédic; commandant Gay de Taradel
- Endymion; commandant Nonay
- Euryale; commandant Parceval
- Faune; commandant Coutiotte
- Griffon; commandant Abel Aubert du Petit-Thouars
- Hussard; commandant Thoulion
- Lézard; commandant Herpin de Fiément
- Marsouin; commandant de Forgat
- Rusé; commandant Jouglas
- Sylène; commandant Bruat
- Voltigeur; commandant Ropert
- Zèbre; commandant Fercé

L'Aventure et le Sylène firent naufrage avant l'arrivée de l'expédition.

#### Corvettes de charge
Il y avait 8 corvettes de charge. Sont indiqués pour chaque corvette de charge : son nom lors de son lancement et le nom du commandant du navire.
- Adour; commandant Le Maître
- Astrolabe; commandant Vermissac Saint-Maur
- Bonitte; commandant Parnajon
- Caravanne; commandant Denis
- Dordogne; commandant Mathieu
- Lybio; commandant Coste
- Rhône; commandant Despointes
- Tarn; commandant Fleurine Lagarde

#### Bombardes
Il y avait 8 bombardes. Sont indiqués pour chaque bombarde : son nom lors de son lancement et le nom du commandant du navire.
- Achéron; commandant Lévêque
- Cyclope; commandant Texier
- Dore; commandant Lelong
- Finistère; commandant Rolland
- Hécla; commandant Ollivier
- Vésuve; commandant Mallet
- Volcan; commandant Brait
- Vulcain; commandant Baudin

#### Gabarres maritime
Il y avait 8 gabarres maritime. Sont indiqués pour chaque gabarre maritime : son nom lors de son lancement et le nom du commandant du navire.
- Bayonnaise; commandant La Fèvre d'Abancourt
- Chameau; commandant Coudein
- Désirée; commandant Coudein
- Garonne; commandant Aubry de la Noé
- Lamproie; commandant Dressault
- Robuste; commandant Delasseaux
- Truite; commandant Miègeville
- Vigogne; commandant De Sercey

#### Goélettes
Il y avait 2 goélettes. Sont indiqués pour chaque goélette : son nom lors de son lancement et le nom du commandant du navire.
- Daphné; commandant Robert Dubreuil
- Iris; commandant Nicolas Guérin

#### Bateaux à vapeur
Il y avait 7 bateaux à vapeur. Sont indiqués pour chaque bateau à vapeur : son nom lors de son lancement et le nom du commandant du navire.
- Coureur; commandant Pujeol
- Nageur; commandant Louvrier
- Pélican; commandant Janvier
- Rapide; commandant Gatier
- Sphinxr; commandant Sarlat
- Souffleur; commandant Granjean de Fonchy
- Ville du Havre; commandant Turrault

#### Balancelle
Il y avait 1 balancelle. Sont indiqués pour la balancette : son nom lors de son lancement et le nom du commandant du navire.
- Africaine; commandant Magloire de Vitriolle